# Dorfkirche Paaren (Uetz-Paaren)

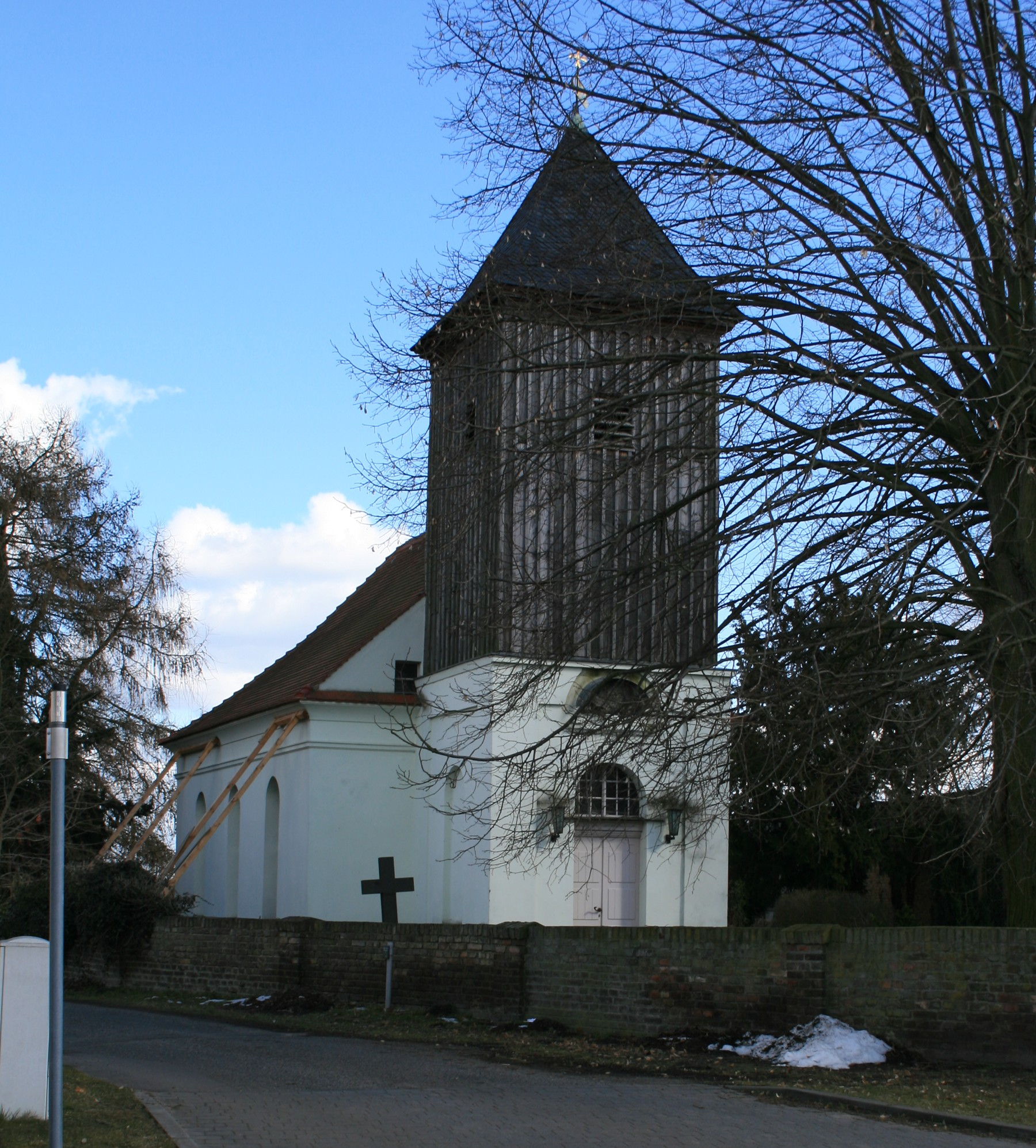
Dorfkirche Paaren

Die Dorfkirche Paaren ist ein Kirchengebäude im nordwestlich der Landeshauptstadt Potsdam gelegenen Ortsteil Uetz-Paaren. Die unter Denkmalschutz stehende Kirche gehört zum Pfarrsprengel Fahrland im Evangelischen Kirchenkreis Falkensee der Evangelischen Kirche Berlin-Brandenburg-schlesische Oberlausitz.

## Lage
Die von dem ummauerten Friedhof umgebene Kirche befindet sich östlich der Paarener Dorfstraße an der Ecke zum Paarener Mühlenweg.

## Geschichte
Der 1770 errichtete Kirchenbau erfolgte durch die Stiftung des Gutsherrn Henning Joachim von Bredow, mit dessen Initialen H.I.v.B. und der Jahreszahl die Wetterfahne versehen ist. 1962/63 wurde der Innenraum im Rahmen einer Sanierung nach Vorgaben des Kirchenbaurats Winfried Wendland gründlich umgestaltet, wobei Teile der barocken Kirchenausstattung entfernt wurden. Kanzel, Altar und Taufe wurden nach Entwürfen Wendlands neu hergestellt. Weitere Instandsetzungen fanden im Jahr 2000 und um 2020 statt. Das Ziel der letzten Erhaltungsmaßnahme war eine Umgestaltung des Kirchenraums im Hinblick auf flexiblere Nutzungsmöglichkeiten. Dabei wurden die aus den 1960er Jahren stammenden Ausstattung durch bewegliche Stücke ersetzt, die bestehenden Kirchenbänke an den Außenwänden aufgestellt und der Raum mit einer losen Bestuhlung ausgestattet.

## Architektur und Ausstattung

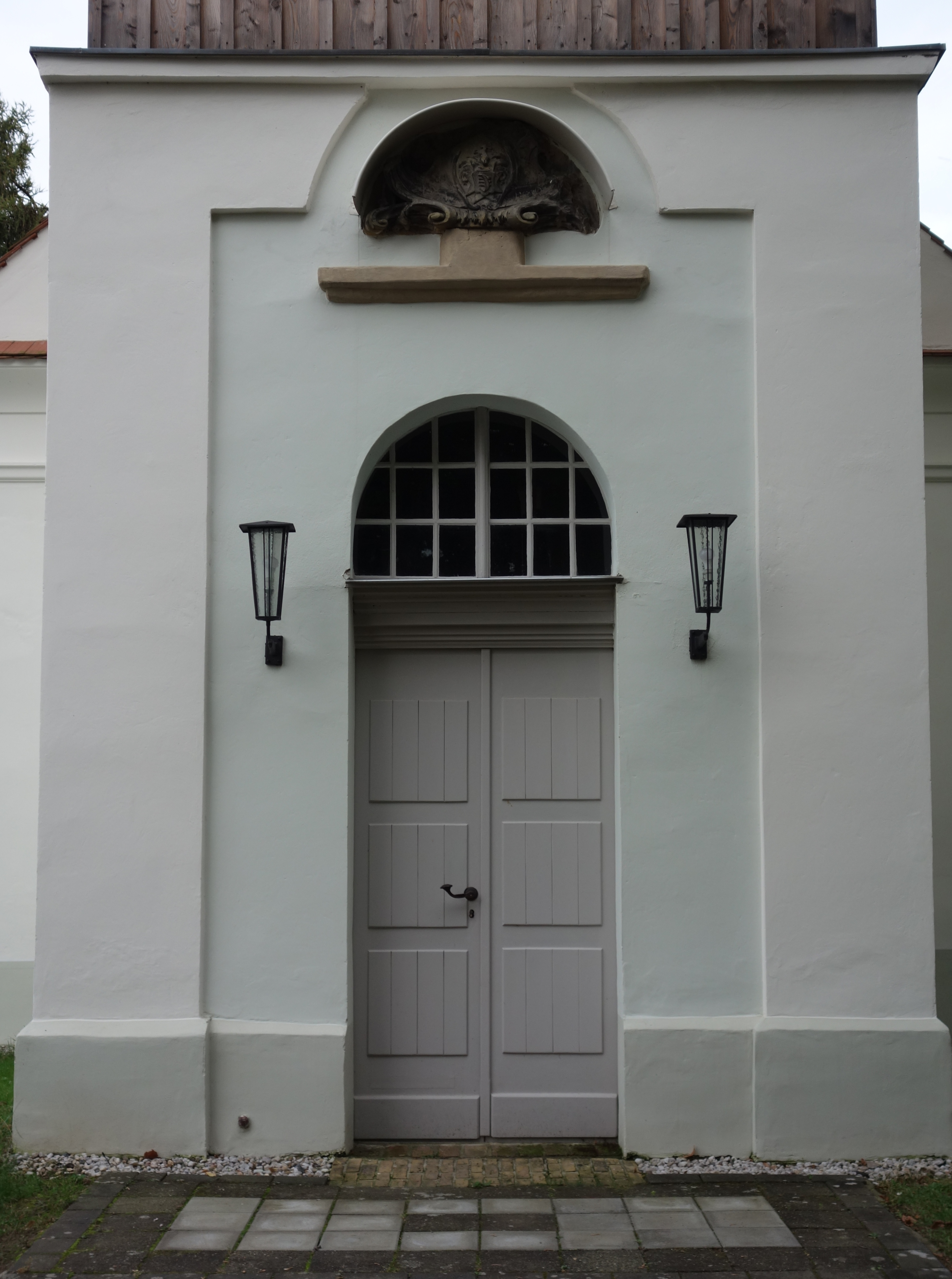
Portal mit Wappenkartusche

Bei der Kirche handelt es sich um einen schlichten barocken Saalbau mit verputzten Fassaden. Dem rechteckigen Kirchenschiff ist westlich der im Grundriss quadratische Turm vorgesetzt, dessen Obergeschoss als verbretterte Holzkonstruktion errichtet wurde. Über dem abschließenden profilierten Traufgesims erhebt sich ein ziegelgedecktes Zeltdach. Die Erdgeschossfassaden des Turms sind über einem vorspringenden Sockel durch einfache Lisenen gegliedert, die im Norden und Süden jeweils eine Rundbogenblende und im Westen das ebenfalls rundbogenförmig abgeschlossene Portal rahmen. Über dem Portal ist oberhalb eines Gesimsstücks eine Wappenkartusche der Familie von Bredow angebracht. Das Kirchenschiff besitzt auf der Nord- und Südseite jeweils drei große Rundbogenfenster mit Sprossenteilung, während die Ostseite fensterlos ist. Die Fensteröffnungen sind einfach in die Fassaden geschnitten, so dass diese bis auf des profilierte Traufgesims und den Sockel ungegliedert sind. Den Abschluss bildet ein im Osten abgewalmtes Satteldach, wobei die beiderseits des Turms verbleibenden sichtbaren Teile des Westgiebels jeweils kleine hochrechteckige Öffnungen zum Dachraum aufweisen.
Das Westportal mit seiner einfach kassettierten zweiflügligen Tür unter dem mit Sprossen versehenen verglasten Oberlicht ist der einzige Zugang zur Kirche. Im Innenraum mit schlichter Voutendecke und Ziegelfußboden stammen die Westempore und Teile des Gestühls noch aus der Bauzeit, während die liturgische Ausstattung im Rahmen der letzten Umgestaltung des Kirchenraums neu angefertigt wurde. Die Orgel auf der Empore ist ein Werk von Alexander Schuke aus dem Jahr 1901. Eine Bronzeglocke soll 1873 aus im Deutsch-Französischen Krieg erbeutetem Material gefertigt worden sein.